# Франсіско-Морасан (департамент)
Франсіско-Морасан (ісп. Francisco Morazán) — один 18 департаментів Гондурасу. Розташований у центральній частині держави. Межує з департаментами: Оланхо, Ель-Параїсо, Чолутека, Вальє, Ла-Пас, Комаягуа та Йоро.
Адміністративний центр — місто Тегусігальпа, також є столицею держави.
Попередня назва департаменту — Тегусігальпа. 1943 року перейменований на честь Франсіско Морасана — національного героя Гондурасу.
Площа — 7946 км².
Населення — 1 680 700 осіб (2005)

## Муніципалітети
Департамент поділяється на 29 муніципалітетів:
1. Алубарен
2. Валле-де-Анхелес
3. Валлесільйо
4. Вілья-де-Сан-Франсіско
5. Дістрито Сентрал (Тегусігальпа)
6. Ель-Порвенір
7. Курарен
8. Ла-Лібертад
9. Ла-Вента
10. Лепатеріке
11. Мараїта
12. Марале
13. Нуева Арменія
14. Оріса
15. Охохона
16. Реїтока
17. Сабанагранде
18. Саморон
19. Сан-Антоніо-де-Орієнт
20. Сан-Буенавентура
21. Сан-Ігнасіо
22. Сан-Хуан-де-Флорес
23. Сан-Мігеліто
24. Санта-Ана
25. Санта-Лусія
26. Седрос
27. Таланга
28. Татумбла
29. Хуаїмака

| Гондурас | Це незавершена стаття з географії Гондурасу. Ви можете допомогти проєкту, виправивши або дописавши її. |